# Albert Burger (Politiker)

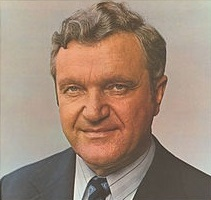
Albert Burger

Albert Burger (* 23. Februar 1925 in Kollnau; † 10. Oktober 1981 in Freiburg im Breisgau) war ein deutscher Verwaltungsbeamter und Politiker (CDU).

## Leben
Nach dem Volksschulabschluss absolvierte Burger eine kaufmännische Ausbildung und besuchte gleichzeitig die Höhere Handelsschule. Er wurde 1943 zur Wehrmacht eingezogen, nahm als Soldat am Zweiten Weltkrieg teil und erlitt während des Krieges eine schwere Verwundung. Bei Kriegsende geriet er in Kriegsgefangenschaft, aus der er 1946 entlassen wurde.
Burger arbeitete seit 1946 in der Verwaltung der Klinischen Universitätsanstalten Freiburg. Er wechselte 1958 in den kommunalen Dienst, bestand beide Verwaltungsprüfungen und war dann als Beamter des gehobenen Dienstes in der Gemeindeverwaltung Kollnau tätig. Zuletzt wurde er hier zum Verwaltungsoberinspektor befördert.

## Partei
Burger trat 1947 in die CDU ein. Später wurde er zum Vorsitzenden des CDU-Kreisverbandes Emmendingen gewählt. Von 1966 bis 1977 war er stellvertretender Vorsitzender des CDU-Bezirksverbandes Südbaden. Außerdem war er von 1966 bis 1981 Vorsitzender der Christlich-Demokratischen Arbeitnehmerschaft (CDA) Südbaden.

## Abgeordneter
Burger war seit 1953 Ratsmitglied der Gemeinde Kollnau. Er wurde 1956 in den Kreistag des Kreises Emmendingen gewählt, dem er bis 1964 angehörte und war hier seit 1959 Vorsitzender der CDU-Fraktion. Von 1964 bis zu seiner Mandatsniederlegung am 31. Oktober 1965 war er Mitglied des Baden-Württembergischen Landtages. Dem Deutschen Bundestag gehörte er von 1965 bis zu seinem Tode an. Im Parlament vertrat er von 1965 bis 1980 den Wahlkreis Emmendingen – Wolfach und im Anschluss den Wahlkreis Emmendingen – Lahr.

## Ehrungen

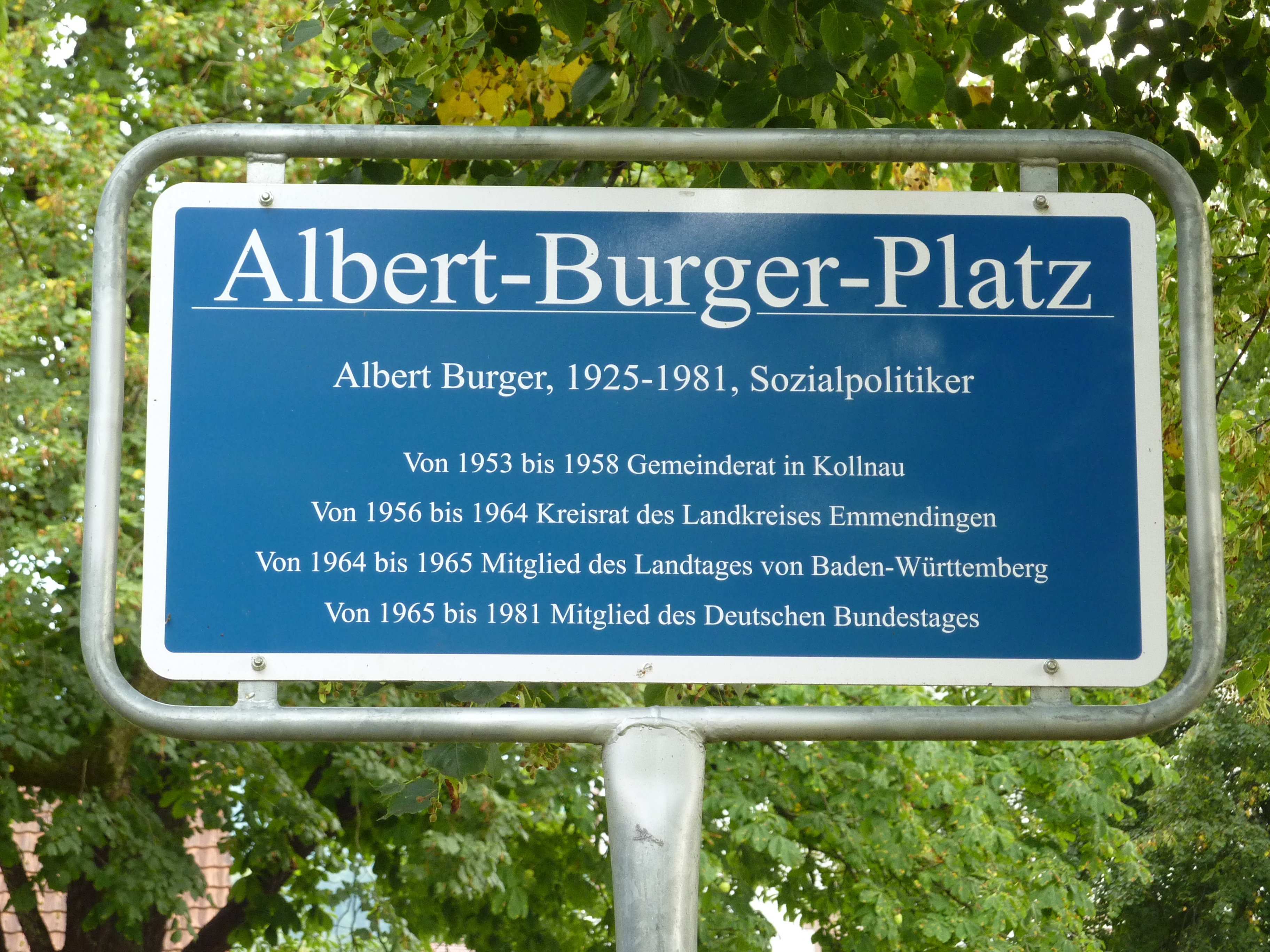
Der Albert-Burger-Platz in Kollnau

- Bundesverdienstkreuz am Bande, für seinen Einsatz für die Kriegsopfer und Behinderten  (24. Januar 1972)[1]
- Bundesverdienstkreuz 1. Klasse (21. Juli 1976)[1]
- Albert-Burger-Platz in Kollnau (Februar 2012)[2]